# عنایت‌الله شفیعی
عنایت‌الله شفیعی (زادهٔ ۱۳۳۱) بازیگر اهل ایران است.

## زندگی هنری
وی در سال ۱۳۵۴ در سریال دلیران تنگستان بازی کرد و ۱۳۵۷ در تئاتر کار خود را شروع کرد و سال ۱۳۶۰ آغاز بازی وی در سینما است. وی همچنین در برخی برنامه‌های تلویزیونی از جمله در برنامه کودک و نوجوان، در دهه شصت هجری شمسی (مانند مجموعه بازم مدرسم دیر شد) ایفای نقش کرده‌است. از مهمترین نقش‌آفرینی وی میتوان به بازی در سریال مختارنامه در نقش عبدالله بن کامل شاکری اشاره کرد.
عنایت شفیعی اعلام کرده که برای بازی در مجموعه مختارنامه احتیاجی به بدل کار نداشته‌است. ایشان نقشی کوتاه در فیلم گوزنها نیز داشته ‌است.

## فیلم‌شناسی

### سینما
1. امپراطور جهنم (١٣٩۵)
2. حریم (۱۳۸۷)
3. مسافر ری (۱۳۷۹)
4. آسمان پرستاره (۱۳۷۸)
5. روز واقعه (۱۳۷۳)
6. ترانزیت (۱۳۷۲)
7. عبور از تله (۱۳۷۲)
8. حمله خرچنگ‌ها (۱۳۷۱)
9. جدال بزرگ (۱۳۶۹)
10. شرایط عینی (۱۳۶۶)
11. معما (۱۳۶۵)
12. صف (۱۳۶۳)
13. مردی که زیاد می دانست (۱۳۶۳)
14. دادشاه (۱۳۶۲)
15. دست شیطان (۱۳۶۰)
16. گوزن ها (۱۳۵۳)

### تلویزیون
- سلمان فارسی (درحال ساخت)
- ارثیهٔ پدری (۱۳۹۹–۱۴۰۱)
- زمانی برای عاشقی (۱۳۹۲)
- شیدایی (۱۳۹۰)
- دروازه ساعات (۱۳۸۹)
- مختارنامه (۱۳۸۳–۱۳۸۹)
- مسافری از هند (۱۳۸۱)
- مسافر ری (۱۳۷۹)
- ولایت عشق (۱۳۷۹)
- زمان شوریدگی[۳] (۱۳۷۸)
- در قلب من (۱۳۷۷)
- مأموریتی برای چهار نفر[۴] (۱۳۷۶)
- امام علی (۱۳۷۶)
- تنهاترین سردار (۱۳۷۵)
- عیاران (۱۳۷۴)
- طاغوت (۱۳۷۴)
- تله‌تئاتر «فیزیک‌دان‌ها»[۵] (۱۳۷۲)
- آخرین روز تابستان (۱۳۶۸)
- پسرعموها (۱۳۶۸)
- میرزا کوچک خان جنگلی (۱۳۶۶)
- باز مدرسم دیر شد (۱۳۶۲)
- دلیران تنگستان (۱۳۵۴)